# کوکو-بوچانگای دم‌چارگوش

کوکو-بوچانگای دم‌چارگوش (نام علمی: Surniculus lugubris) گونه‌ای کوکو است که شبیه بوچانگای سیاه است. در امتداد رشته‌کوه‌های هیمالیا از شرق تا جنوب شرق آسیا یافت می‌شود. این صداها مجموعه‌ای از سوت‌های تند و نافذ هستند که به سرعت بالا می‌آیند، اما با صدایی تند و تند پخش می‌شوند. در گذشته، گونه S. lugubris شامل زیرگونه‌های dicruroides نیز می‌شد که اکنون به‌عنوان گونه‌ای جداگانه در نظر گرفته می‌شود.